# インダノールデヒドロゲナーゼ
インダノールデヒドロゲナーゼ（indanol dehydrogenase）は、次の化学反応を触媒する酸化還元酵素である。
インダン-1-オール + NAD(P)+ {\displaystyle \rightleftharpoons } インダノン + NAD(P)H + H+
すなわち、この酵素の基質はインダン-1-オールとNAD(P)+、生成物はインダノンとNAD(P)HとH+である。
組織名はindan-1-ol:NAD(P)+ 1-oxidoreductaseである。